# Ken Swofford
Kenneth Charles „Ken“ Swofford (* 25. Juli 1933 in Du Quoin, Illinois; † 1. November 2018 in Pacific Grove, Kalifornien) war ein US-amerikanischer Schauspieler. Bekannt war er für die Darstellung des stellvertretenden Schuldirektors Quentin Morloch in der Fernsehserie Fame – Der Weg zum Ruhm.

## Leben
Swofford war der Sohn von Goldie Marie Branson und Howard Raymond Swofford; seine ältere Schwester Charline starb 1929 nach der Geburt. Nach seiner Schulzeit diente er Anfang der 1950er-Jahre als Corporal während des Koreakriegs bei der United States Army und studierte später Theaterwissenschaften am College of Liberal Arts der Southern Illinois University Carbondale (SIU), die er 1959 mit einem Bachelor of Science abschloss.
1958 heiratete er Barbara Ann „Barbee“ Biggs, die er in einem Sommerlager kennengelernt hatte. Das Paar hatte fünf gemeinsame Kinder, darunter der Produzent Stephen „Steve“ Swofford. Die Familie lebte ab Anfang der 1960er-Jahre in Los Angeles. In einem Interview mit der Los Angeles Times im Jahr 1985 mit dem Titel Autistic Youth Thrives in Large, Loving Family (dt. Autistischer Jugendlicher gedeiht in großer, liebevoller Familie) sprachen die Swoffords über die Erziehung ihres Sohnes Brendan, der unter Autismus leidet. Ihr jüngstes Kind, Christopher, starb 1969 an Plötzlichem Kindstod.
1989 wurde Swofford wegen Trunkenheit am Steuer zu 28 Monaten im Staatsgefängnis verurteilt, nachdem er einen Unfall verursacht hatte, bei dem ein Mann und seine beiden minderjährigen Söhne schwer verletzt wurden. Nach der Haftstrafe setzte er sich gegen Trunkenheit am Steuer ein und wirkte als Sprecher am Dokumentarfilm Die Initiative für Mothers Against Drunk Driving mit.
Swofford starb im Alter von 85 Jahren in Pacific Grove und wurde von seiner Ehefrau, seinen Kindern und Enkeln überlebt. Die Nachricht über seinen Tod wurde von seinem Enkel Brandon auf der Social-Media-Plattform Twitter (heute X) veröffentlicht. Swofford fand seine letzte Ruhe auf dem California Central Coast Veterans Cemetery in Seaside.

## Karriere
Mit seiner kräftigen Statur und seinem markanten roten Haar prägte Swofford viele seiner Rollen, oft spielte er Antagonisten oder Respektspersonen. Sein Debüt vor der Kamera hatte er 1962 in einer Folge des G.E. Theater und in der Krimiserie Surfside 6 von Troy Donahue.
Ein Jahr später hatte er sein Filmdebüt in Captain Newman an der Seite von Gregory Peck und Tony Curtis. Es folgten Filme wie Annie, Thelma & Louise, Endstation Hölle und Andromeda – Tödlicher Staub aus dem All; er war aber auch in seichten Filmen wie dem Horrorfilm Freakshow (Black Roses) aus dem Jahr 1988, Hunter’s Blood – Gehetzt, gejagt, getötet und in Russ Meyers Die liebestollen Hexen zu sehen.
Auch im Fernsehen war er erfolgreich. So spielte er Haupt- und Nebenrollen in zahlreichen Fernsehserien, darunter in Rauchende Colts, Police Story, Detektiv Rockford – Anruf genügt, Simon & Simon, Die Zwei mit dem Dreh, The Oregon Trail, The Eddie Capra Mysteries, hatte eine Rolle in der Miniserie Rich Man, Poor Man Book II (einer Fortsetzung von Reich und Arm), spielte Lt. Catalano in Mord ist ihr Hobby, war in Kampfstern Galactica sowie Trio mit vier Fäusten zu sehen und verkörperte den Reporter Frank Flannigan in der Krimiserie Ellery Queen, die auf den Kriminalromanen des gleichnamigen Autorengespanns Ellery Queen basierte.
1961 veröffentlichte Swofford bei Rendezvous Records eine zwei Tracks umfassende Schallplatte mit den Liedern 26 Miles Of Barbed Wire und Talkin’ Love.
In einem Interview im Jahr 1976 beschrieb er die Vorteile seiner Schauspielkarriere darin, mehr Zeit mit seinen Kindern verbringen zu können und die Freiheit zu haben, jeden Job zu machen. „Wenn man Schauspieler ist, kann man alles machen. Ich habe Teppiche gereinigt, Häuser gestrichen, auf Laderampen gearbeitet. Das hat mich nicht gestört, denn ich konnte immer schauspielern und mich amüsieren.“ 1985 verklagte er die MGM Studios, weil er glaubte, nach der fünften Staffel von Fame – Der Weg zum Ruhm zu Unrecht aus der Serie entlassen worden zu sein.
Im Jahr 2001 übernahm er die Sprechrolle des Trainers in Disneys Große Pause: Die geheime Mission und spielte Officer White in Disneys Klassenhund: Der Film – seine letzte Rolle vor der Kamera. Nach seinem Rückzug aus der Schauspielerei übernahm er 2018 noch einmal eine Sprechrolle als Titelfigur des Kurzfilms Happy the Angry Polar Bear seines Enkels Brandon.
Swofford, der Fan der Baseballmannschaft Cleveland Indians („The Tribe“) war, war über vierzig Jahre Mitglied der Academy of Motion Picture Arts and Sciences.

### Synchronsprecher
Im deutschen Sprachraum wurde Swofford unter anderem von folgenden Personen synchronisiert: Helmut Ahner, Peter Aust, Friedrich Georg Beckhaus, Rainer Büttner, Heinz Theo Branding, Thomas Braut, Hans-Werner Bussinger, Michael Chevalier, Frank Ciazynski, Niels Clausnitzer, Michael Cramer, Hermann Ebeling, Kaspar Eichel, Rüdiger Evers, Bert Franzke, Thomas Fritsch, Mogens von Gadow, Michael Gahr, Norbert Gastell, Karl-Heinz Grewe, Manfred Grote, Harald Halgardt, Ben Hecker, Wolfgang Hess, Hans Hohlbein, Rolf Jülich, Harry Kalenberg, Horst Kempe, Joachim Kerzel, Jürgen Kluckert, Gottfried Kramer, Helmut Krauss, Volker Lechtenbrink, Tobias Lelle, Axel Lutter, Lutz Mackensy, Lothar Mann, Klaus Münster, Peter Neusser, Hans Nitschke, Engelbert von Nordhausen, Manfred Petersen, Joachim Pukaß, Thomas Rauscher, Hartmut Reck, Wolf Rüdiger Reutermann, Joachim Röcker, Reinhard Scheunemann, Peter Schiff, Hans Sievers, Klaus Sonnenschein, Horst Stark, Jochen Striebeck, Karl Sturm, Hubert Suschka, Hans Teuscher, Peter Thom, Wolfgang Völz, Detlev Witte, Bodo Wolf und Thomas Wolff.

## Filmografie (Auswahl)

### Film
- 1963: Captain Newman
- 1964: Der große Wolf ruft
- 1967: Shanghai Jack
- 1967: Der Sheriff schießt zurück
- 1967: Die liebestollen Hexen
- 1968: Shadow on the Land (Fernsehfilm)
- 1970: Cutter duldet keinen Mord (Fernsehfilm)
- 1970: Der Strafverteidiger
- 1970: The Intruders (Fernsehfilm)
- 1971: Andromeda – Tödlicher Staub aus dem All
- 1971: Denkt bloß nicht, daß wir heulen
- 1972: Endstation Hölle
- 1973: Ein Kamel im wilden Westen
- 1974: A Case of Rape (Fernsehfilm)
- 1974: Man on the Outside (Fernsehfilm)
- 1974: Judgment: The Court Martial of the Tiger of Malaya – General Yamashita (Fernsehfilm)
- 1975: A Cry for Help (Fernsehfilm)
- 1975: Luftpiraten (Fernsehfilm)
- 1975: Die Jagd nach dem Malteser Falken
- 1976: Scott Free (Fernsehfilm)
- 1977: Das Domino Komplott
- 1977: Der vergessene Kennedy (Fernsehfilm)
- 1978: Crisis in Sun Valley (Fernsehfilm)
- 1978: To Kill a Cop (Fernsehfilm)
- 1979: Captain America II: Death Too Soon (Fernsehfilm)
- 1980: Wir sind alle Gottes Kinder (Fernsehfilm)
- 1981: S.O.B. – Hollywoods letzter Heuler
- 1982: Annie
- 1983: Die Initiative (Fernsehfilm)
- 1983: Eine Frau schreit nach Leben (Fernsehfilm)
- 1983: Beste Spieler weit und breit – Sein größtes Abenteuer (Fernsehfilm)
- 1985: Der Schrecken der London Bridge (Fernsehfilm)
- 1986: Hunter’s Blood – Gehetzt, gejagt, getötet
- 1987: Die Kinder von Stepford (Fernsehfilm)
- 1988: Freakshow (Black Roses)
- 1990: The Court-Martial of Jackie Robinson (Fernsehfilm)
- 1991: Thelma & Louise
- 1991: Mord von oben (Fernsehfilm)
- 1991: Rewrite for Murder (Fernsehfilm)
- 1991: Wettlauf mit dem Tod (Fernsehfilm)
- 1991: Boomer – Überfall auf Hollywood
- 1992: Rauchende Colts: Faustrecht des Westens (Fernsehfilm)
- 1992: Just Deserts (Fernsehfilm)
- 1995: Cops n Roberts
- 2001: Disneys Große Pause: Die geheime Mission (Sprechrolle)
- 2004: Disneys Klassenhund: Der Film (Sprechrolle)
- 2018: Happy the Angry Polar Bear (Sprechrolle)

### Fernsehen
- 1962: Surfside 6
- 1966: Big Valley
- 1967: Der Marshall von Cimarron
- 1967: Verrückter wilder Westen
- 1967–1975: Rauchende Colts
- 1968: Tennisschläger und Kanonen
- 1968: Daniel Boone
- 1968: Adam-12
- 1968–1969: Die Leute von der Shiloh Ranch
- 1969: The Outcasts
- 1969: Here Come the Brides
- 1969: FBI
- 1970: Lancer
- 1970: Männerwirtschaft
- 1970–1971: Kobra, übernehmen Sie
- 1970–1974: Die Partridge Familie
- 1972–1973: California Cops – Neu im Einsatz
- 1972–1989: Disney-Land
- 1973: Die Straßen von San Francisco
- 1973: Columbo
- 1973: Meiner Frau bleibt nichts verborgen
- 1974: Die Waltons
- 1974: Dirty Sally
- 1974: Kung Fu
- 1974: Amy Prentiss
- 1974: Papermoon
- 1974–1977: Police Story – Immer im Einsatz
- 1975–1976: Petrocelli
- 1975–1976: Die Zwei mit dem Dreh
- 1975–1976: Mord à la Mode (Ellery Queen: Too Many Suspects)
- 1975–1979: Detektiv Rockford – Anruf genügt
- 1976: Der Preis der Macht (Miniserie)
- 1977: Reich & Arm II
- 1977: Hunter
- 1977: The Hardy Boys/Nancy Drew Mysteries
- 1977: Der Weg nach Oregon
- 1977–1978: Der Sechs Millionen Dollar Mann
- 1978: The Eddie Capra Mysteries
- 1979: David Cassidy – Man Undercover
- 1979: Kampfstern Galactica
- 1979: Durch die Hölle nach Westen
- 1979: California Fever (Miniserie)
- 1980: Sheriff Lobo
- 1981: Walking Tall
- 1981: Riker
- 1981: Der unglaubliche Hulk
- 1981: Fantasy Island
- 1981–1982: Code Red
- 1982: Ein Colt für alle Fälle
- 1982: Die Zeitreisenden
- 1982–1983: Trapper John, M.D.
- 1982–1988: Simon & Simon
- 1982–1988: Der Denver-Clan
- 1983: Lotterie
- 1983: Unter der Sonne Kaliforniens
- 1983: The Rousters
- 1983: Nachdenkliche Geschichten
- 1985: Hardcastle & McCormick
- 1985: Das A-Team
- 1985: Fame – Der Weg zum Ruhm
- 1985: Trio mit vier Fäusten
- 1985–1992: Mord ist ihr Hobby
- 1986: Blacke’s Magic
- 1986: Knight Rider
- 1986: Remington Steele
- 1986: Agentin mit Herz
- 1987: Falcon Crest
- 1987: Max Headroom
- 1987: Privatdetektiv Harry McGraw
- 1987: Ohara
- 1987: Ein Engel auf Erden
- 1988: Unser Haus
- 1988: Wunderbare Jahre
- 1988: Highwayman
- 1988–1989: Dallas
- 1989: Murphy’s Law
- 1991: The New Adam-12
- 1991: Matlock
- 1991–1992: Baywatch – Die Rettungsschwimmer von Malibu
- 1994: Diagnose: Mord